# Жаверлак-э-ла-Шапель-Сен-Робер
Жаверла́к-э-ла-Шапе́ль-Сен-Робе́р (фр. Javerlhac-et-la-Chapelle-Saint-Robert) — коммуна во Франции, находится в регионе Аквитания. Департамент — Дордонь. Входит в состав кантона Ле-Перигор-вер-нонтронне. Округ коммуны — Нонтрон.
Код INSEE коммуны — 24214.

## География

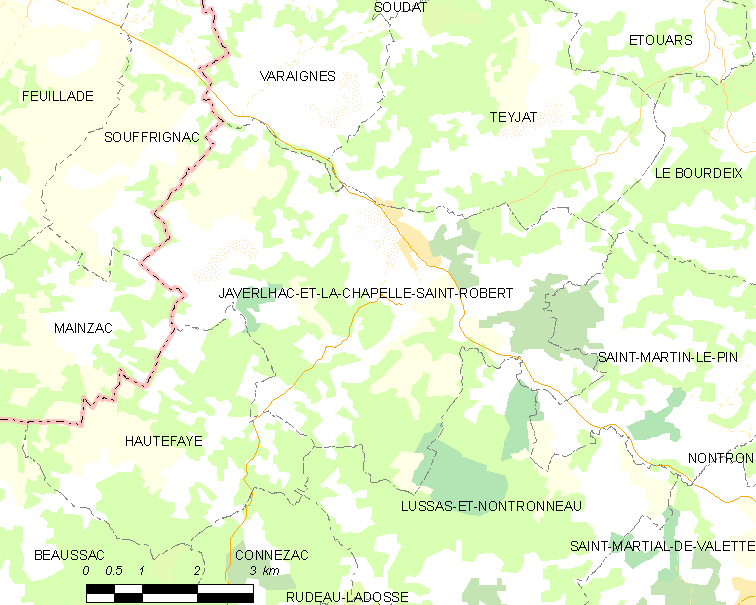
Карта коммуны

Коммуна расположена приблизительно в 390 км к югу от Парижа, в 125 км северо-восточнее Бордо, в 45 км к северу от Перигё.
По территории коммуны протекает река Бандья.

### Климат
Климат умеренный океанический со средним уровнем осадков, которые выпадают преимущественно зимой. Лето здесь долгое и тёплое, однако также довольно влажное, здесь не бывает регулярных периодов летней засухи. Средняя температура января — 5 °C, июля — 18 °C. Изредка вследствие стечения неблагоприятных погодных условий может наблюдаться непродолжительная засуха или случаются поздние заморозки. Климат меняется очень часто, как в течение сезона, так и год от года.

## Население
Население коммуны на 2010 год составляло 907 человек.
| 1962 | 1968 | 1975 | 1982 | 1990 | 1999 | 2010 |
| ---- | ---- | ---- | ---- | ---- | ---- | ---- |
| 1175 | 1129 | 1071 | 1004 | 1064 | 918  | 907  |

## Администрация
| Период | Период | Фамилия         | Партия | Примечания                      |
| ------ | ------ | --------------- | ------ | ------------------------------- |
| ?      | 1990   | Альфред Дюкло   |        |                                 |
| 1990   | 2001   | Джеймс Булестен |        |                                 |
| 2001   | 2014   | Ролан Декур     |        | управляющий делами товарищества |
| 2014   | 2020   | Жан-Пьер Порт   |        |                                 |

## Экономика
В 2010 году среди 551 человека трудоспособного возраста (15-64 лет) 401 были экономически активными, 150 — неактивными (показатель активности — 72,8 %, в 1999 году было 73,4 %). Из 401 активных жителей работали 364 человека (191 мужчина и 173 женщины), безработных было 37 (17 мужчин и 20 женщин). Среди 150 неактивных 37 человек были учениками или студентами, 81 — пенсионерами, 32 были неактивными по другим причинам.

## Достопримечательности
- Церковь Св. Стефана в деревне Жаверлак (XII век). Исторический памятник с 1948 года[5]
- Церковь Св. Роберта в деревне Шапель-Сен-Робер (XII век). Исторический памятник с 1920 года[6]
- Замок Жаверлак (XVI век). Исторический памятник с 1974 года[7]
- Кузница Нёв (XVII век). Исторический памятник с 1976 года[8]

## Фотогалерея

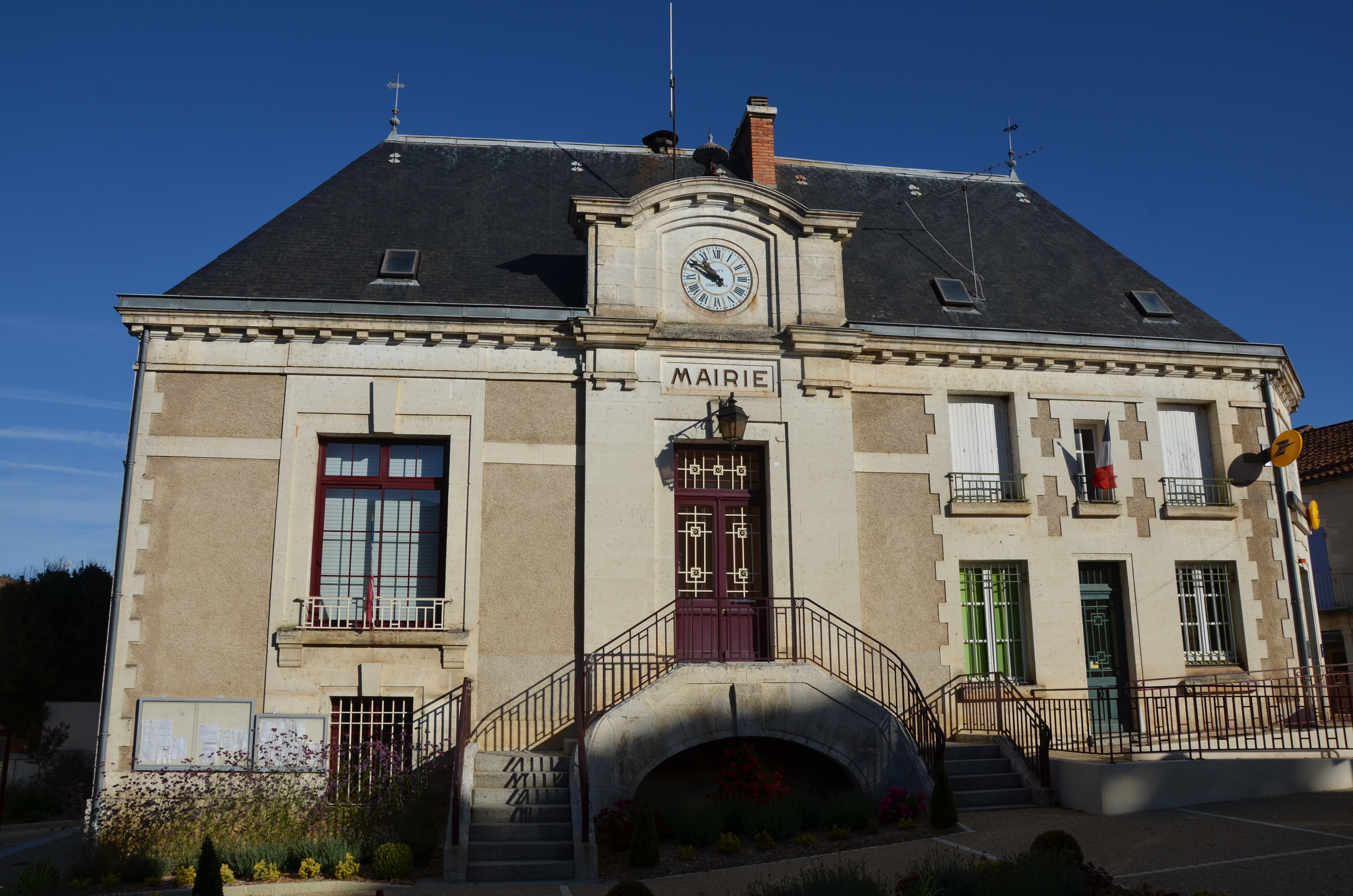
Мэрия
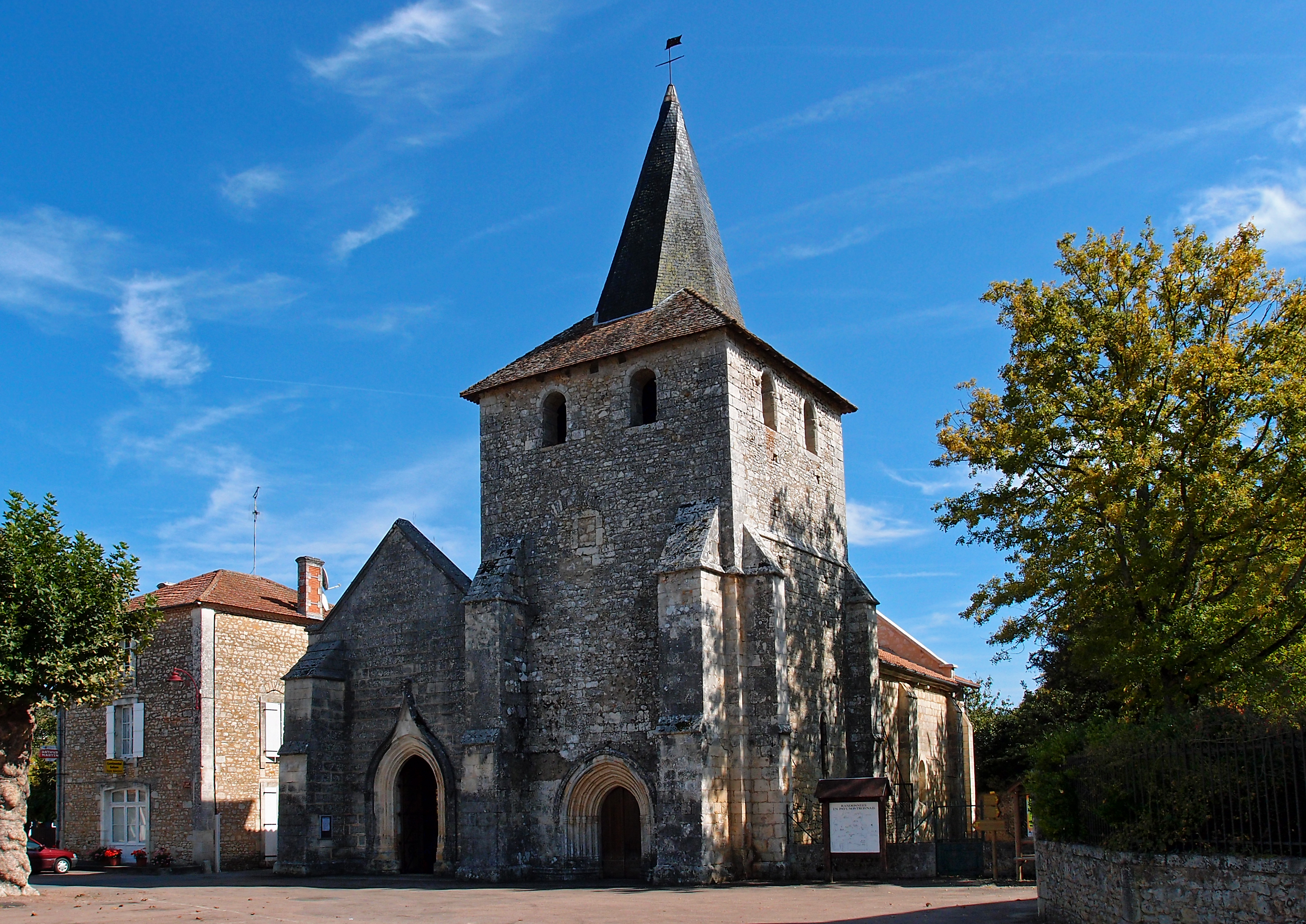
Церковь Св. Стефана
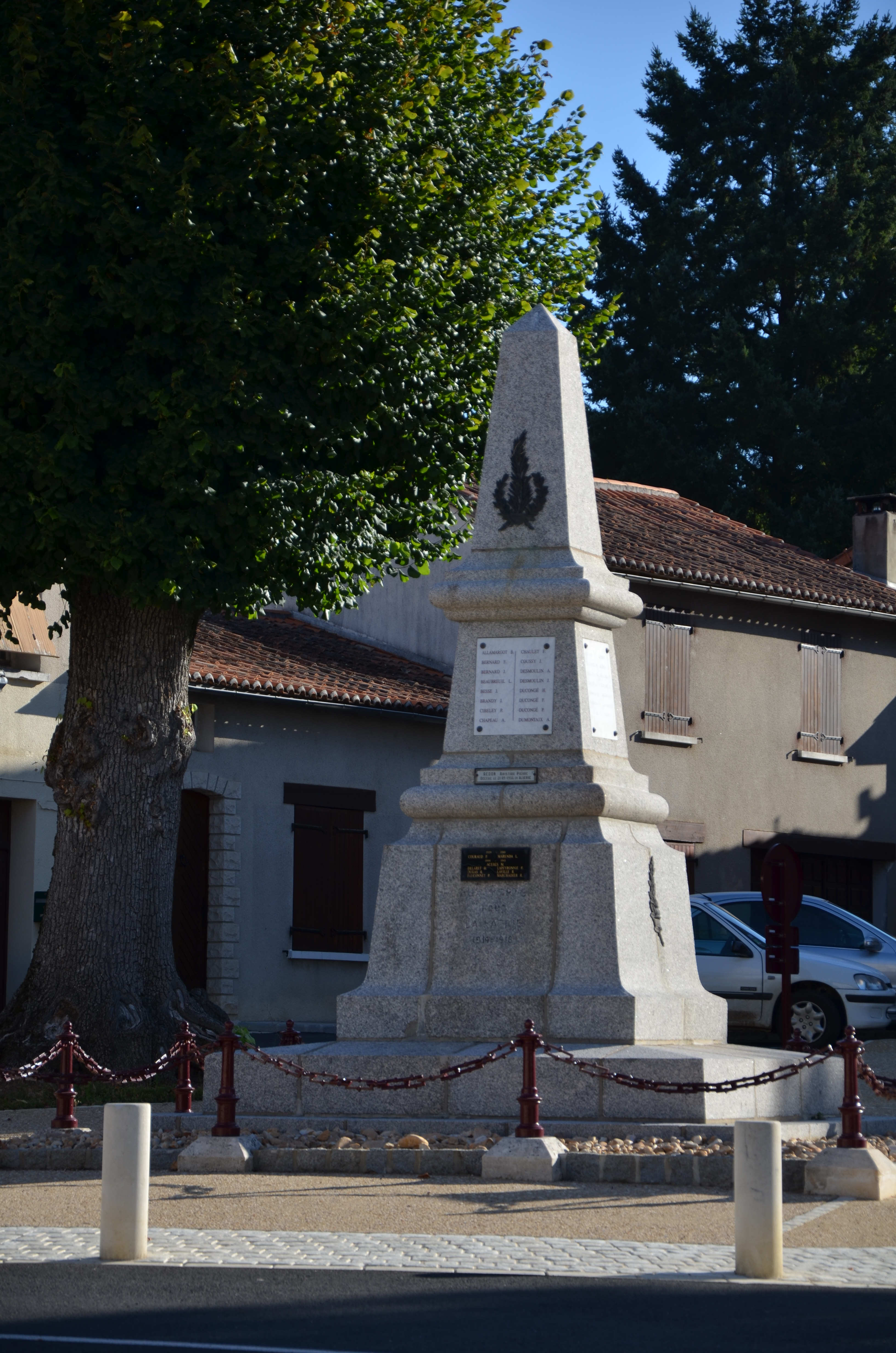
Военный мемориал
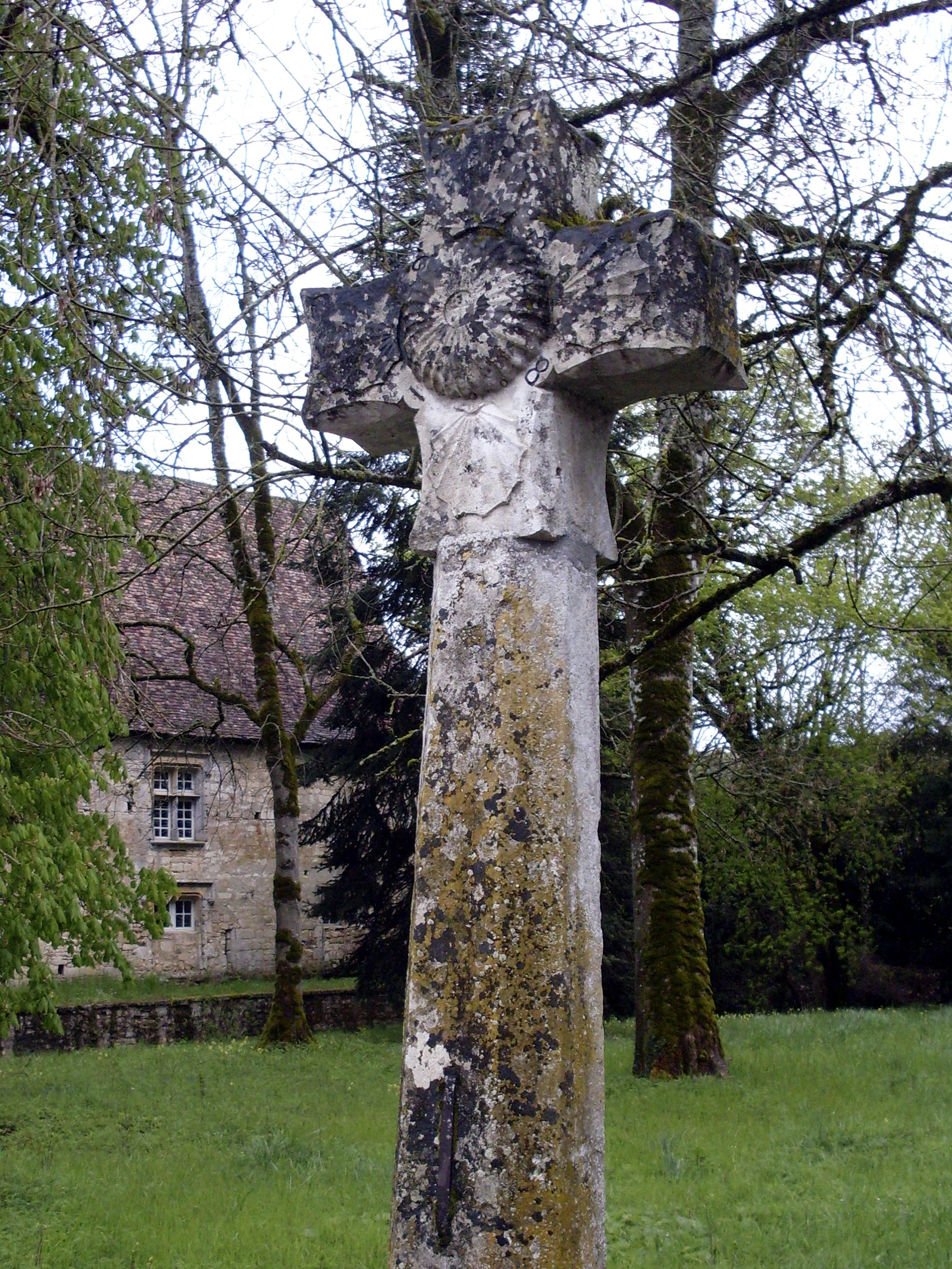
Крест
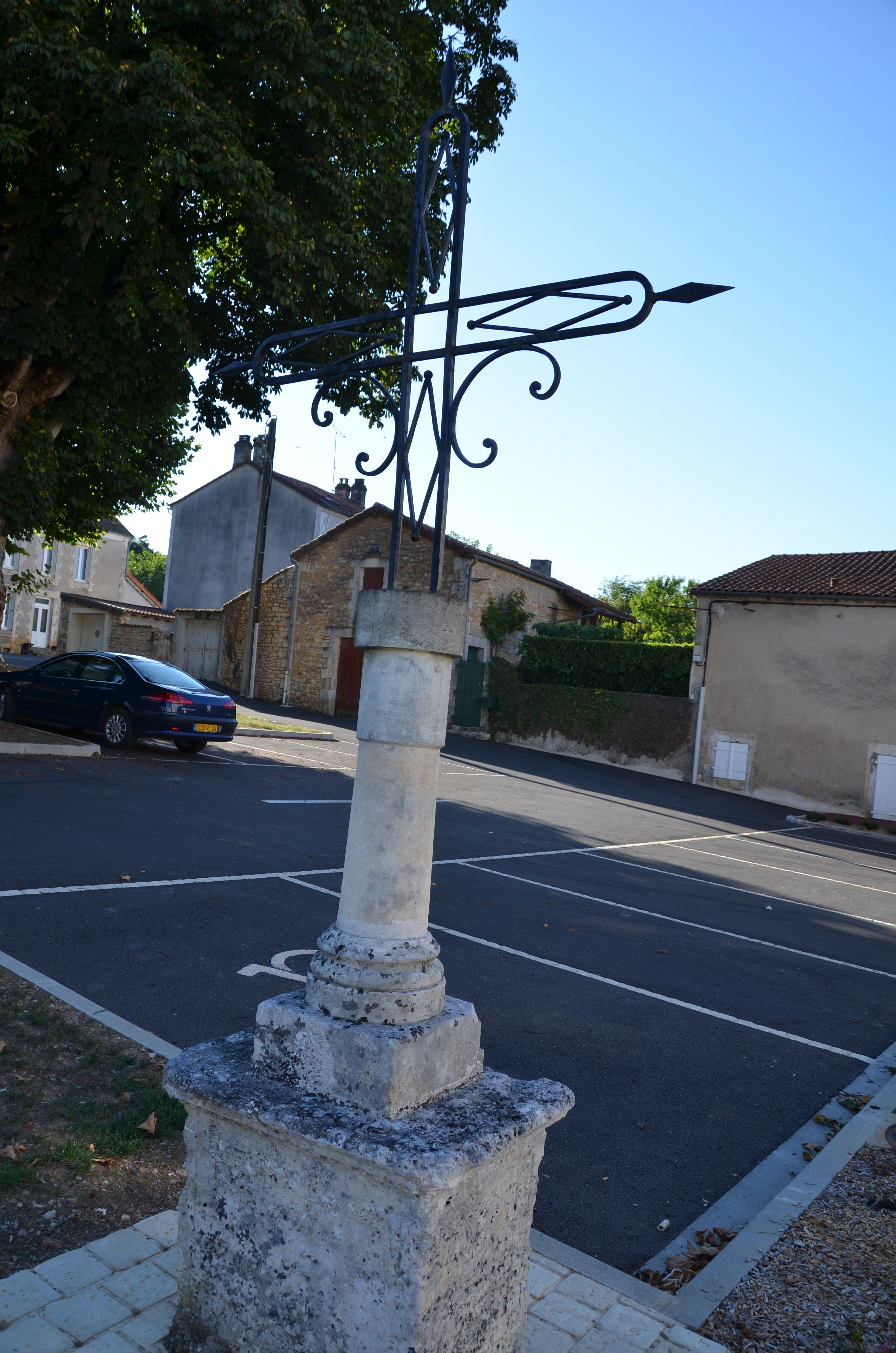
Крест
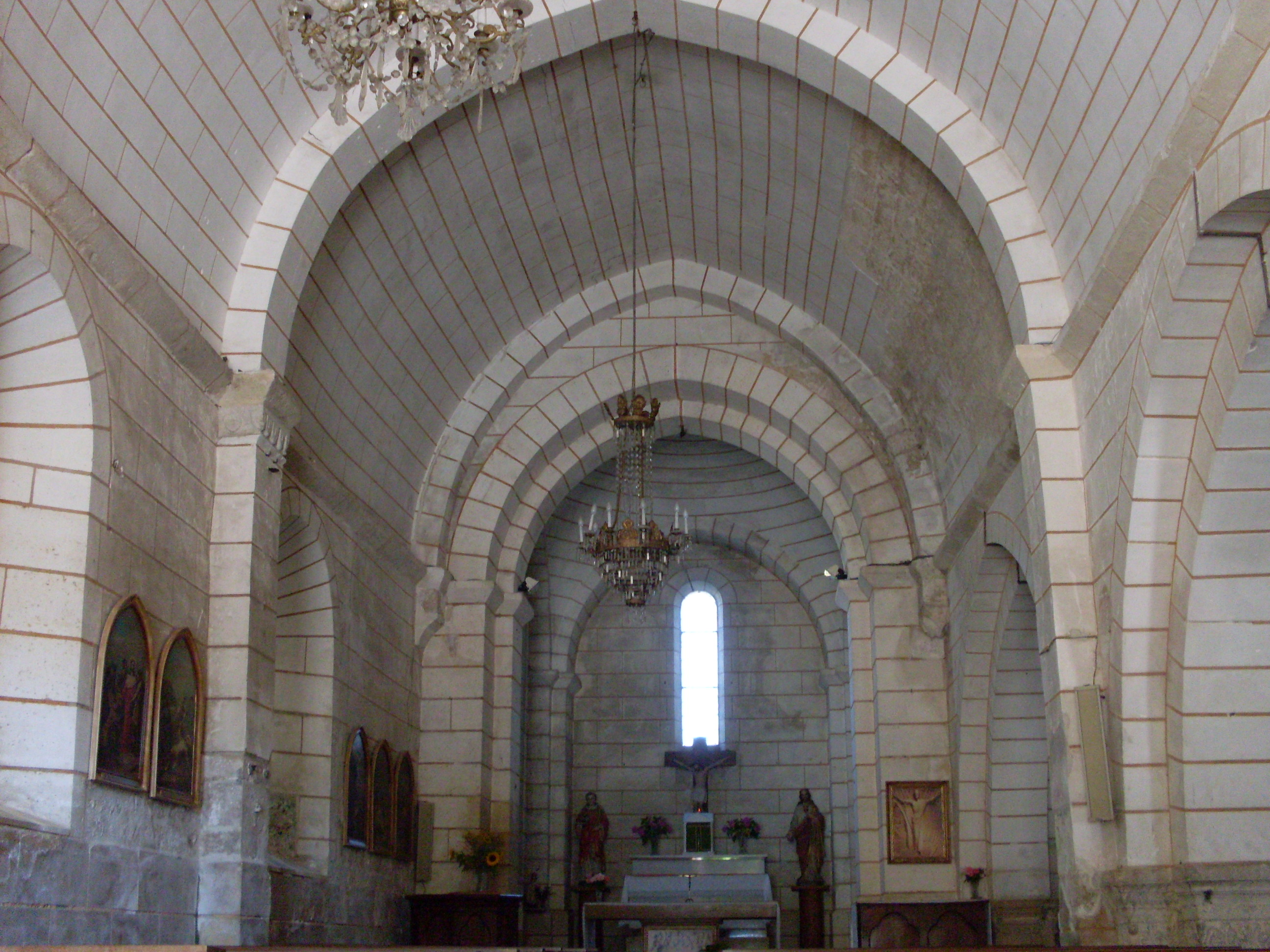
Интерьер церкви Св. Стефана
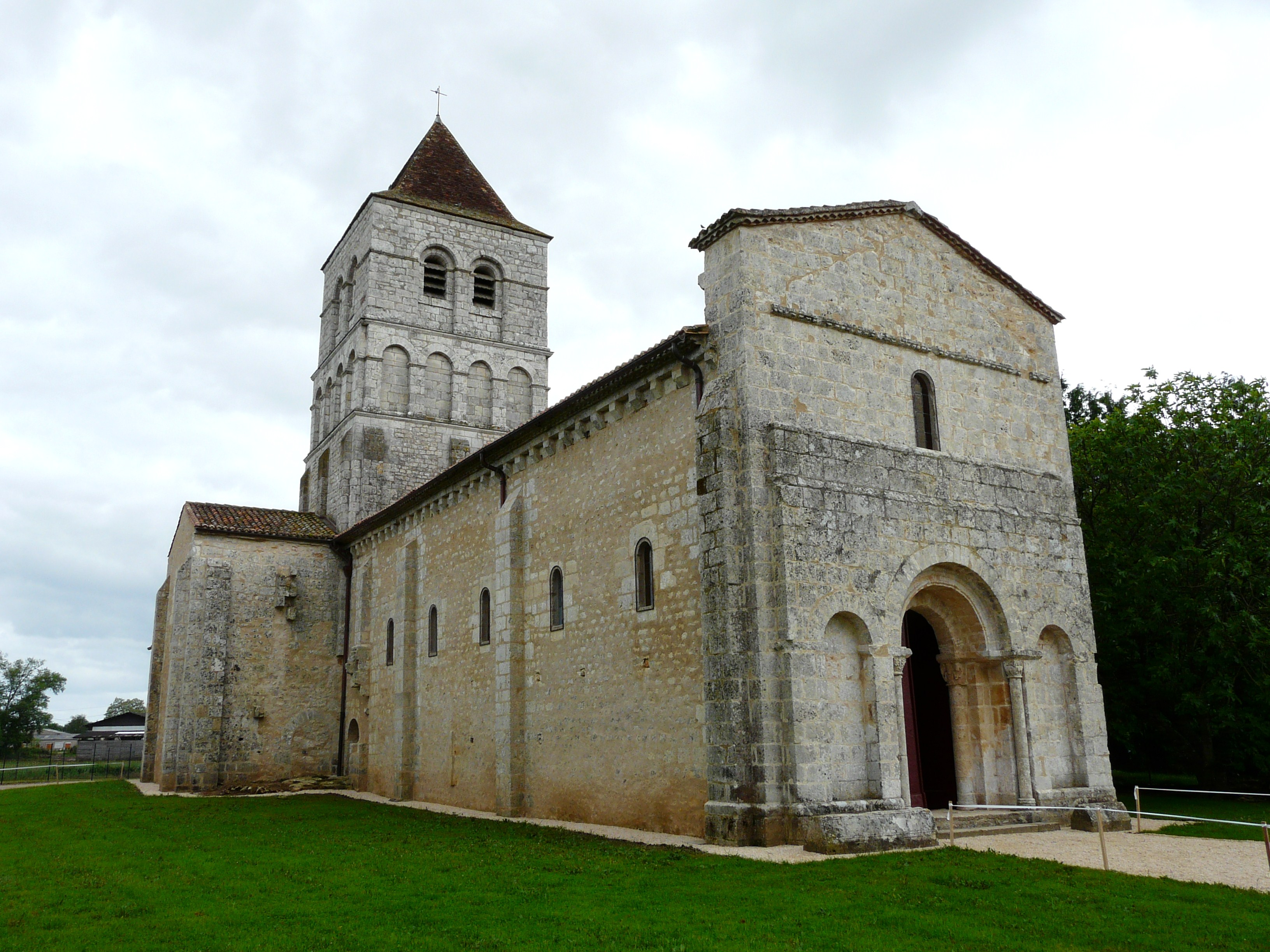
Церковь Св. Роберта
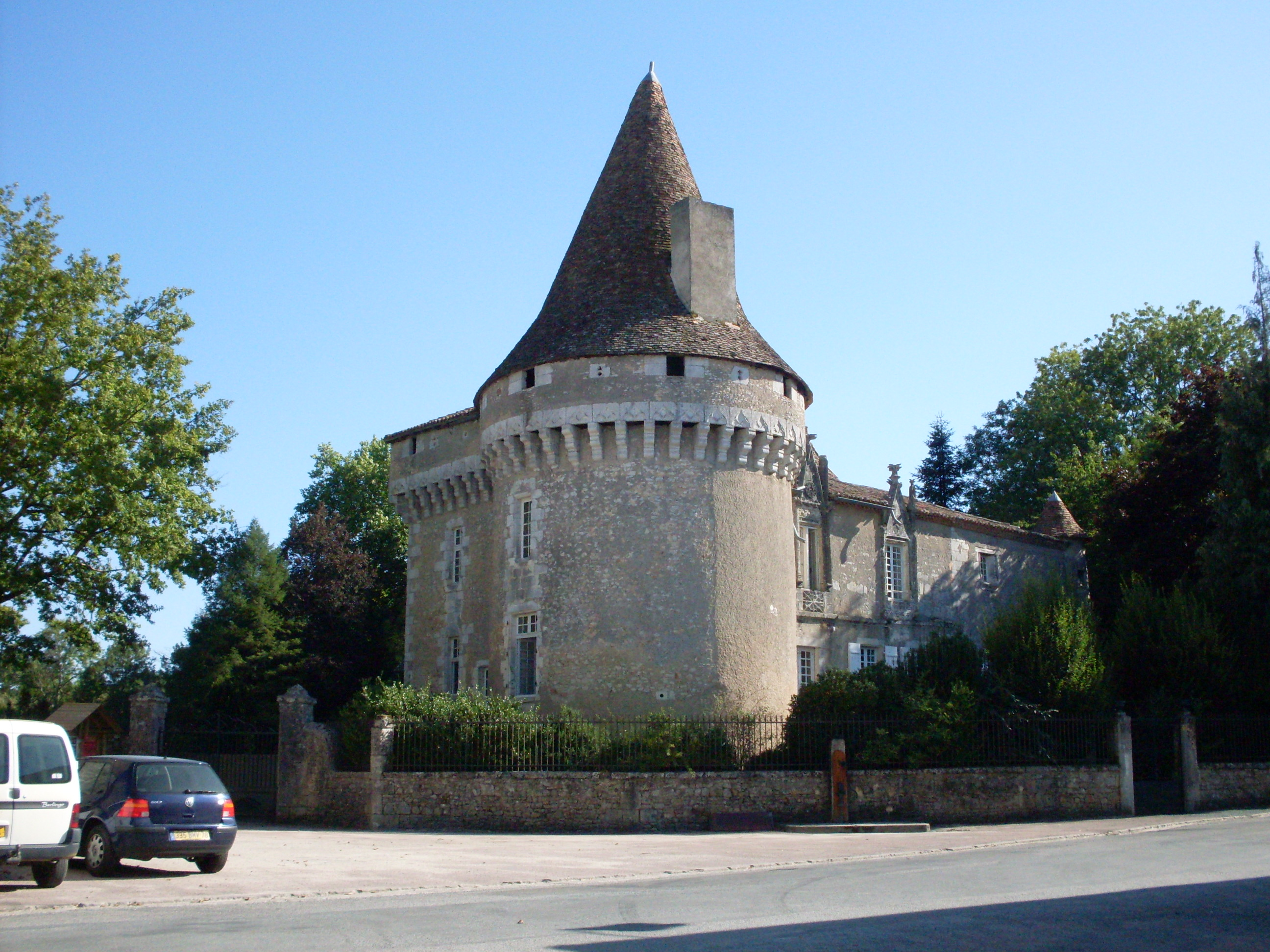
Замок Жаверлак
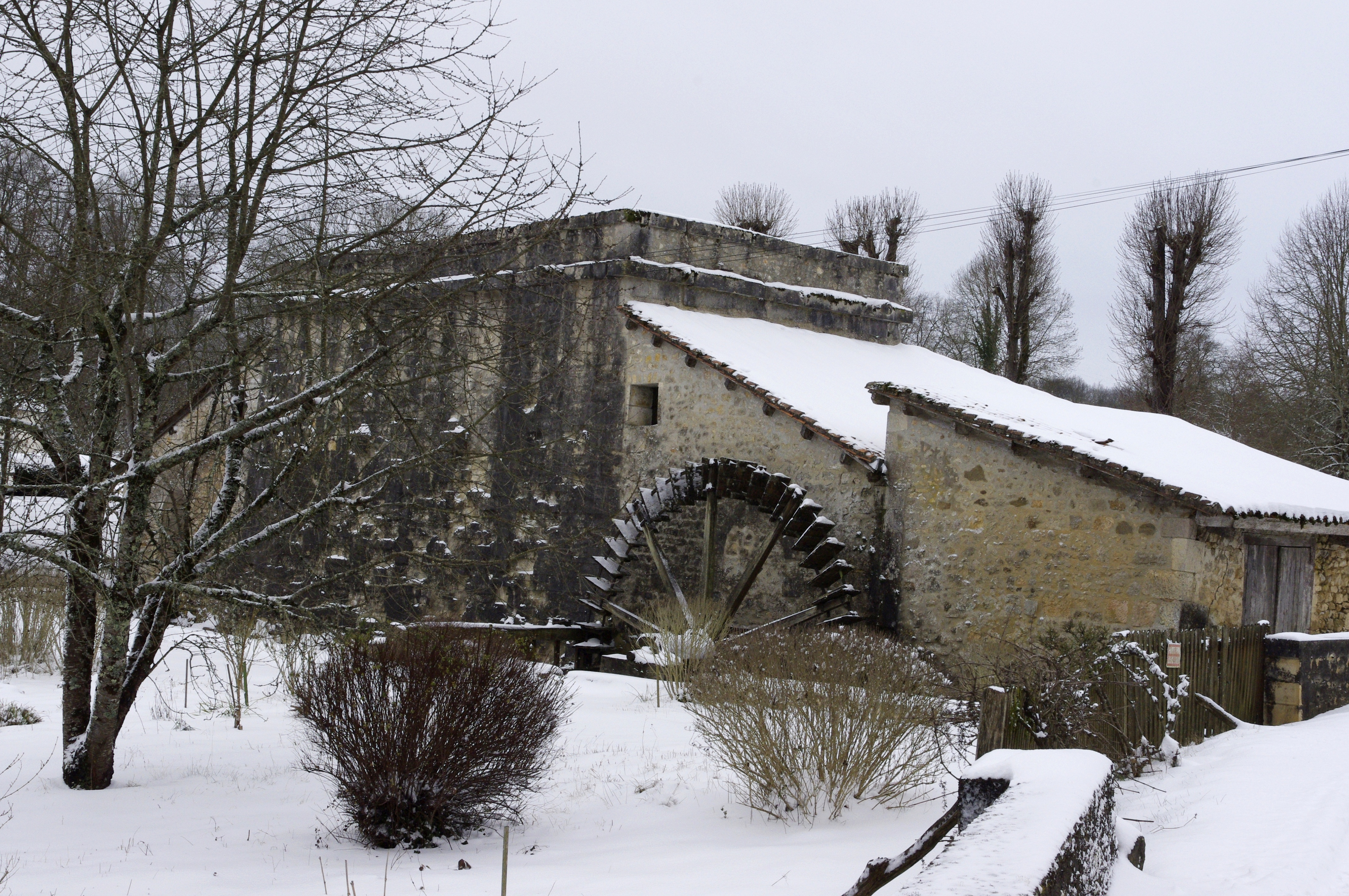
Кузница Нёв
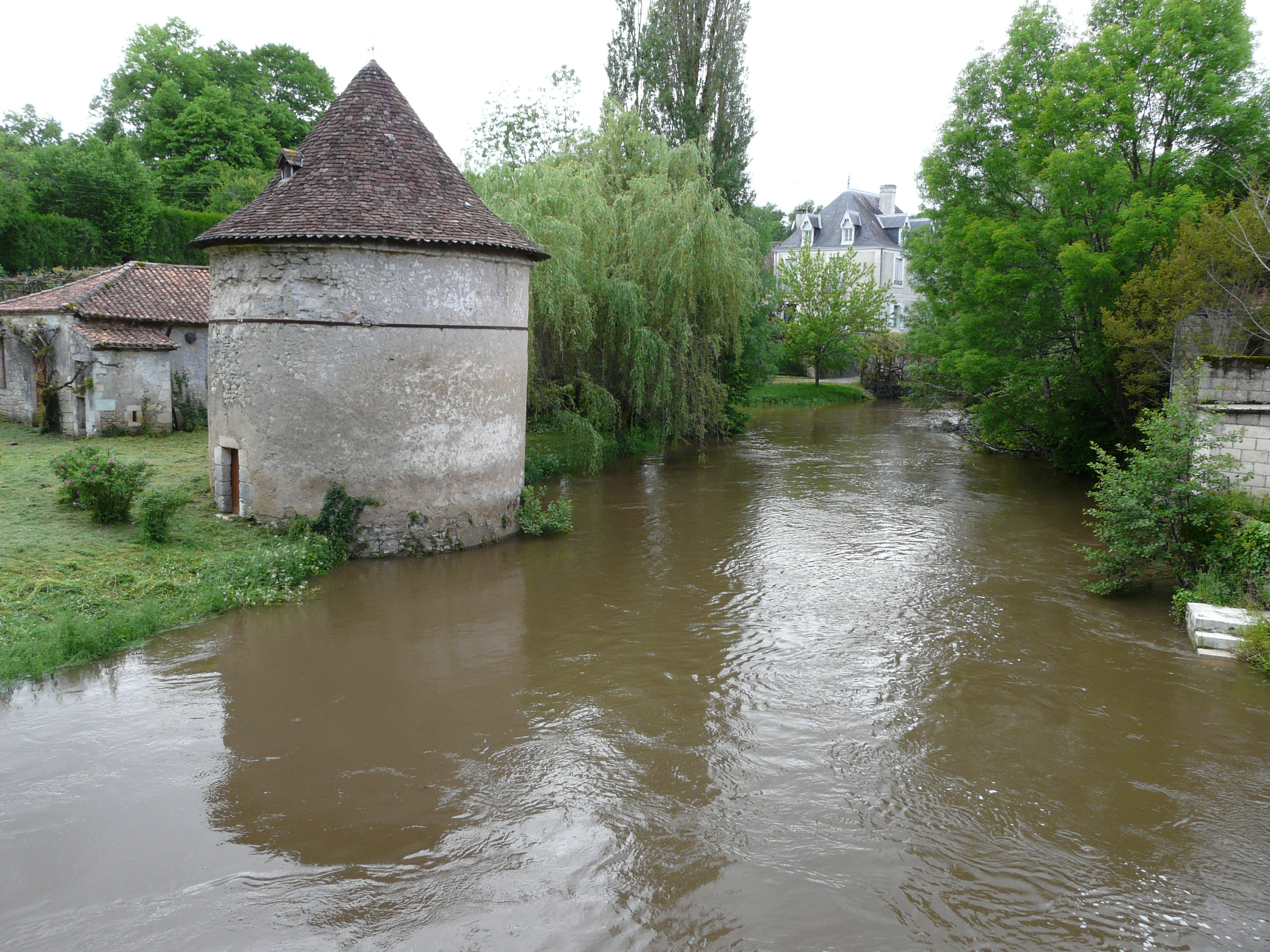
Река Бандья